# 맛의 방주
맛의 방주(이탈리아어: Arca del Gusto 아르카 델 구스토[*], 영어: Ark of Taste 아크 오브 테이스트[*])는 슬로 푸드 운동에 의해 유지되는 멸종 위기에 처한 유산 식품의 국제 카탈로그이다. 이 방주는 지속 가능하게 생산되고 고유한 맛이 있으며 고유한 생태 지역의 일부인 위험 식품을 보존하도록 설계되었다. 식물과 동물 보존에 대한 가장 문자 그대로의 정의와는 달리 맛의 방주는 소비를 위한 경작을 적극적으로 장려함으로써 식용을 그 범위 내에서 유지하는 것을 목표로 한다. 그렇게 함으로써 슬로푸드는 인간의 먹이 사슬에서 지속 가능하고 생물 다양성을 보존하는 식품의 재배와 섭취를 촉진하기를 희망한다.
목록에 포함된 식품은 희귀할 뿐만 아니라 "문화적으로 또는 역사적으로 특정 지역, 지역, 민족 또는 전통적인 생산 관행과 연결"되도록 의도되었다. 어떤 음식이 이러한 기준을 충족하는지가 슬로우 푸드 비영리 단체의 구성원으로 구성된 심사 위원회에서 결정된다. 모든 후보자는 지역 내 생산자의 시음 및 식별을 포함하는 공식 지명 절차를 거친다.
1996년 방주 설립 이후 130여 개국 5312개 제품(2021년 9월 기준)이 포함되어 나날이 성장하고 있다. 목록에는 준비된 식품 및 식품뿐만 아니라 많은 가축 품종과 야채 및 과일 재배 품종이 포함된다. 카탈로그의 모든 식품에는 재배하거나 구매하려는 사람들을 위한 자원 목록이 함께 제공된다.

## 맛의방주 등재 음식

### 대한민국
- 가시고기
- 감자술
- 감태지
- 감홍로
- 갓끈동부
- 강굴
- 강돌아리
- 개발시리조
- 갯방풍
- 게걸무
- 결명자
- 고종시
- 골감주
- 구억배추
- 긴잎돌김
- 김해 장군차
- 꼬마찰
- 나주 절굿대떡
- 남도 장콩
- 낭장망 멸치
- 노란찰
- 누룩곡물발효식초
- 는쟁이냉이
- 능금
- 다금바리, 자바리
- 담양 토종배추
- 대갱이
- 대황
- 도토리떡
- 동아
- 돼지찰벼
- 두메부추
- 둠비(마른두부)
- 떡고추장
- 마름묵
- 마이산 청실배
- 먹골 황실배
- 먹시감식초
- 명산 오이
- 명이(뿔명이나물)
- 모인산디 원산디
- 무릇
- 물엉겅퀴
- 미선나무
- 밀랍떡
- 바위옷
- 버들벼
- 베틀콩
- 보다콩
- 보림 백모차
- 봉평 메밀
- 부지갱이
- 붉바리
- 비로약차
- 산물
- 산부추
- 삼다찰
- 섬말나리
- 성주 등겨장
- 수리떡
- 수수옴팡떡
- 수애
- 신배
- 신안 토판염
- 앉은뱅이밀
- 어간장
- 어육장
- 연산 오계
- 연엽주
- 열목어
- 영덕 가자미밥식해
- 영암 어란
- 예산 삭힌김치
- 예산 집장
- 오징어누런창흰창찌개
- 오합주
- 옥돔
- 올챙이묵
- 우뭇가사리
- 우슬식혜
- 울릉 손꽁치
- 울릉 옥수수엿청주
- 울릉 홍감자
- 웅어
- 율무
- 을문이
- 인제 오이
- 자리돔
- 작주부본 곡자발효식초
- 장단백목콩
- 장성 재래감
- 장흥 돈차
- 제비쑥떡
- 제주 강술
- 제주 고소리술
- 제주 꿩엿
- 제주 댕유지
- 제주 순다리
- 제주 오메기술
- 제주 오분자기
- 제주 재래감
- 제주 재래닭
- 제주 재래돼지
- 제주 전복
- 제주 참몸
- 제주 푸른콩장
- 제주 홍해삼
- 제주 흑우
- 조청
- 준치김치
- 쥐치
- 지주식 김
- 칠게젓갈
- 칠성장어
- 칡소
- 태안 자염
- 토하
- 톳
- 파라시
- 팔줄배기
- 팥장
- 하동 잭살차
- 현인닭
- 황녹두

## 같이 보기
- 재래 작물
- 로컬 푸드
- 슬로 푸드